# 奥那微蛛
奥那微蛛（学名：Erigone ourania）为皿蛛科微蛛属的动物。在中国大陆，分布于等地。该物种的模式产地在中国。